# Brünn/Thür.
Brünn/Thür. ist eine Gemeinde im Landkreis Hildburghausen in Thüringen. Erfüllende Gemeinde für Brünn/Thür. ist die Gemeinde Auengrund.

## Lage
Brünn befindet sich am Fuß der Nordostabdachung des Hildburghäuser Waldes und am Südrand des Thüringer Waldes inmitten von landwirtschaftlich genutzten Flächen. Durch Brünn fließt der Bach Brünna, der auch die Brünner Mühle antreibt. An Brünn vorbei führt die Autobahn A 73 über die Talbrücke Brünn. Die Landesstraße 3004, ein früherer Abschnitt der Bundesstraße 4, führt durch den Ort. Von dieser zweigt in der Ortsmitte die Landesstraße 1136 ab. Die L 3004 dient als Autobahnzubringer zur nahe gelegenen Autobahnanschlussstelle Eisfeld Nord.

## Geschichte
1317 wurde der vermutlich von fränkischen Siedlern gegründete Ort im Saalbuch des Grafen von Henneberg erstmals urkundlich erwähnt. Er zählte in dieser Zeit zum Amt Eisfeld der Grafschaft Henneberg.
Am 8. September 1875 vernichtete ein Großbrand im Ort 5 Wohnhäuser mit Stallungen und Nebengebäuden. Ein weiteres Feuer vernichtete am 24. August 1893 8 Wohnhäuser mit 6 Scheunen und Nebengebäuden. 16 Männer des Ortes fielen im Ersten Weltkrieg. Ihnen zu Ehren wurde 1928 ein Kriegerdenkmal errichtet. 1886 erhielt der Ort einen Bahnhof an der Schmalspurbahn Eisfeld–Schönbrunn.
Während des Zweiten Weltkrieges fielen 27 junge Männer aus dem Ort. In der Brünner Metallweberei leisteten in dieser Zeit 95 Frauen und Männer, vorwiegend aus der Sowjetunion, Zwangsarbeit. Ab dem 8. April 1945 lag Brünn unter Artilleriebeschuss. Am 10. April wurde der Ort durch Kampfhandlungen schwer verwüstet, sechs Einwohner starben in einem Keller. Ab Juli 1945 lag der Ort in der Sowjetischen Besatzungszone.
1959 begann die Zwangskollektivierung der Landwirtschaft in Brünn. Auch die Metallweberei wurde verstaatlicht. 1960 wurde das 1808 errichtete Brauhaus abgerissen. 1973 wurde die Schmalspurbahn stillgelegt und abgebaut. Ab 2004 wurde die Autobahn 73 bei Brünn errichtet und 2008 für den Verkehr freigegeben.

## Sehenswürdigkeiten

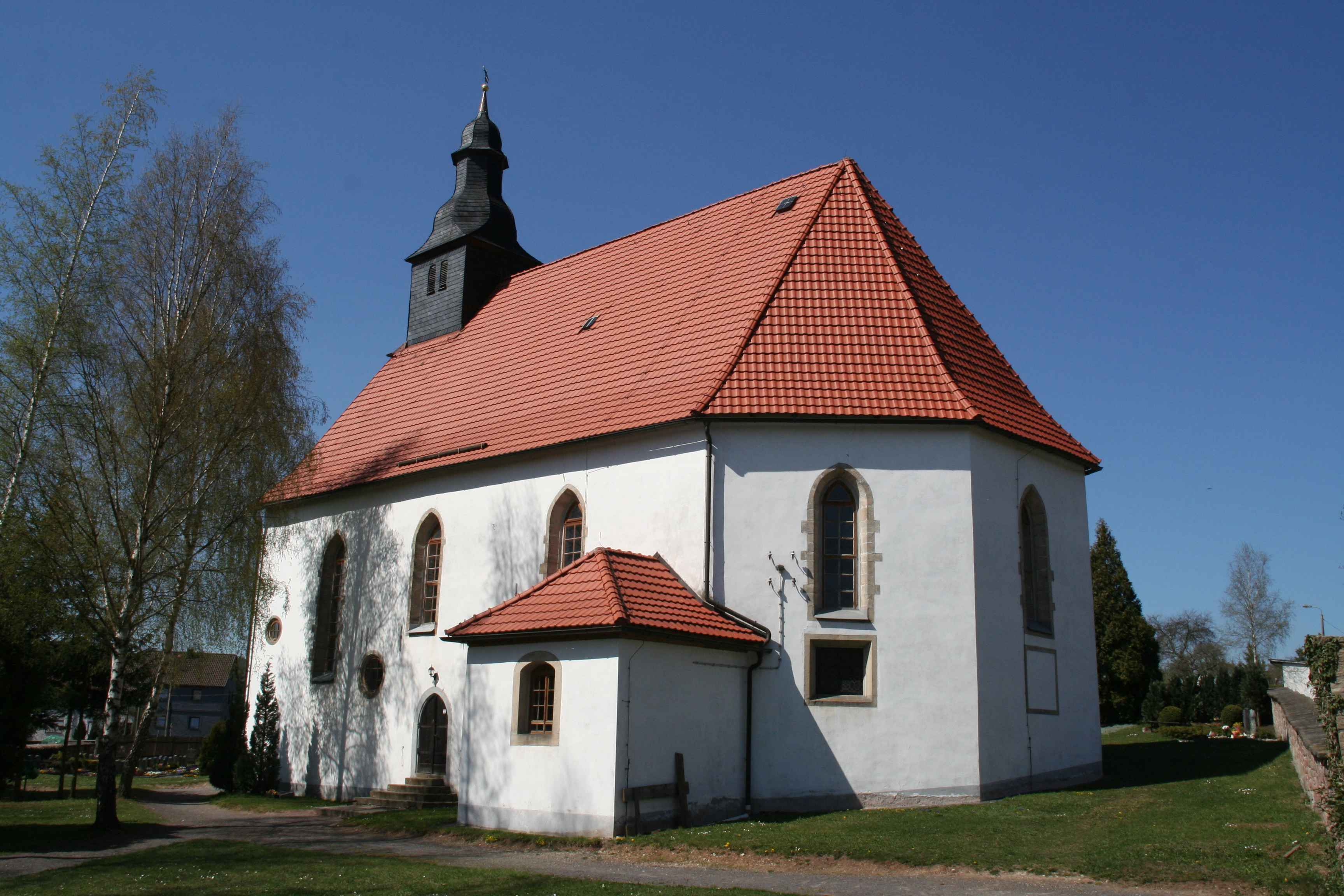
Evangelisch-Lutherische Kirche

- Brunnenhäuschen von 1573 – gilt als Wahrzeichen des Ortes[2]
- Dorfkirche Brünn

## Politik

### Gemeinderat
Der Gemeinderat besteht aus sechs Ratsmitgliedern. Die Kommunalwahl am 26. Mai 2019 hatte folgendes Ergebnis:
| Partei/Liste                   | Stimmenanteil | G/V    | Sitze | G/V |
| Feuerwehrverein                | 63,2 %        | + 13,7 | 4     | + 1 |
| Sportverein                    | 23,0 %        | + 3,1  | 1     | ± 0 |
| Kirchenchor                    | 13,9 %        | − 1,4  | 1     | ± 0 |
| Geflügelzuchtverein            | n.k.          | − 10,0 | 0     | − 1 |
| Bündnis Zukunft Hildburghausen | n.k.          | − 5,2  | 0     | ± 0 |

G/V: Gewinn oder Verlust im Vergleich zur Wahl 2009
Die Wahlbeteiligung lag bei 61,9 % (- 1,8)

### Bürgermeister
Am 7. November 2015 schied der langjährige Bürgermeister Albrecht Oesterlein aus dem Amt und wurde feierlich verabschiedet. Er hatte das Amt seit 1986 inne. Sein Nachfolger wurde ab dem 1. Januar 2016 Andreas Brandt.

## Dialekt
In Brünn wird Itzgründisch, ein mainfränkischer Dialekt, gesprochen.

## Persönlichkeiten
- Helmut Löffler (1934–2025), Wissenschaftler und Ingenieur, in Brünn geboren
- Heinrich Hillard Paulus (* 1873), Lehrer und Kunstmaler, in Brünn geboren